# Nuestra Señora del Carmen (Barbate)
La Hermandad del Carmen cuyo nombre oficial y completo es Venerable Hermandad de Nuestra Señora la Santísima Virgen del Carmen, Patrona y Alcaldesa Perpetua de Barbate es una hermandad religiosa o cofradía con sede en la Parroquia de San Paulino, en Barbate (España). Hace procesión durante el 16 de julio.

## Historia
Las primeras referencias con la imagen o semblanza de la Virgen del Carmen de Barbate las encontramos en el archivo parroquial de San Paulino, según consta en el inventario realizado el 4 de julio de 1879 por el Cura de esta Aldea D. Juan López, en donde cita la existencia de siete cuadros de lienzos con marcos de dorados, uno de ello con una tabla de luces y con la figura de la Virgen del Carmen. En otro inventario realizado esta vez por el Cura-coadjuntor, D. Manuel Avalo Muñoz en el año 1883, nos habla sobre un vestido de lana carmelitano para una Virgen de talla, donada por D. José Pérez, este vestido, se utilizaba exclusivamente para la novena y procesión de las fiestas. (esto no quiere decir que existiera una Virgen del monte Carmelo, sino que se utilizaba una talla de una Virgen de vestir, y dependiendo la fecha, se vestía con el traje de lana Carmelitana o un vestido negro de Dolorosa, para la Semana Santa).    
Las mismas crónicas especifican que el cuadro con tablas de luces, al que hacía referencia el inventario, aducía a las lamparillas de aceite que se colocaban delante de la Virgen del Carmen (según crónica transmitida de padres a hijos y siguiendo la costumbre arraigada en la localidad).
En el año 1908 y según crónicas también del Padre Avalo, nos afirma que el día 24 de enero de este año, se bendice en Barbate la primera imagen de la Virgen del Carmen, Imagen regalada por el Capitán de la Almadraba Barbateña D. JUAN BAUTISTA PÉREZ y su esposa Dª VICENTA PÉREZ, ambos de Isla Cristina (Huelva). Continúa el inventario aclarando que esta Virgen está ubicada en el lateral izquierdo del Altar Mayor y en el interior de una hornacina, (hueco en forma de arco abierto en la pared).
Según contaba Felipa Varo Muñoz, más conocida por la Tolica (Nacida en el año 1845 y fallecida en 1951), que esta imagen salía en procesión en un bote de la Jábega, propiedad de la familia Valle, haciendo el recorrido desde la desembocadura del río Barbate hasta las piedras del castillo, es decir, hasta el faro situado en la playa del Carmen y que esta procesión tenía lugar a las seis de la tarde y que todo el pueblo marchaba a la orilla de la playa. Así continuó hasta que se concluyó la lonja pesquera del río. 
En 1938 se constituye la hermandad de la Virgen del Carmen y se compra una Imagen específica por suscripción popular. Es precisamente en el año 1939, cuando por primera vez procesiona la Imagen que ahora veneramos la Virgen del Carmen por el río Barbate embarcada en una barcaza propiedad del Consorcio Nacional Almadrabero, llamada La micaela, y así sucesivamente hasta que en el año 1940 ya lo hizo en una traíña, en el Virgen de los desamparados popularmente conocido como El carbonero haciéndolo así año tras año, hasta que en el 1961, que es cuando se inaugura el puerto de la Albufera, se deja el río para hacerlo por la dársena del Puerto pesquero, el barco que tuvo la dicha de portar a la Sagrada Imagen ese año fue Yo te esperaba. Durante los primeros años el barco que portaba a la Virgen solo recorría la dársena del puerto, dando varias vueltas por el interior del mismo y para finalizar la procesión se acercaba a la bocana del puerto en donde se arrojaba una corona de flores por los difuntos.  
Se tiene conocimiento a través de los libros de Actas de la hermandad que el primer "panegerico", exaltador o pregonero, a la Virgen del Carmen se hace en el año 1941 por el propio párroco de la Hermandad, y ya en el año 1942 lo hace el cura de Alcala de los Gazules el Reverendo D. José Mainez Vaca. Y como curiosidad a apuntar ese año, es el cambio de hora de salida de la procesión pues esta se venía celebrando sobre las diez de la noche y ese día se cambia,  por la de la una de la madrugada, evidentemente este cambio horario obedeció a que la marea del río era a esa hora, aprovechando la oscuridad para darle un mayor y realce al acto pues fue alumbrado por las escandalosas y por antorchas. 
Decir que la historia de la hermandad camina paralela a la de la localidad de Barbate, no es ningún artificio, pues mientras la hermandad se funda, la localidad se segrega del municipio matriz de Vejer de la Frontera. Comenzando ambos su caminar por la vida. Y aunque según comentan los más ancianos del lugar que mucho antes, se veneraba a la Virgen del Carmen como patrona del pueblo, pues Barbate, nacido y alimentado del mar, buscó y sigue buscando su protección en María Santísima, en su advocación del Monte Carmelo, más conocida como la Madre de los marineros. No es hasta el año 2011 cuando se oficializa este patronazgo. Como curiosidad, a la virgen del Carmen de Barbate se le atribuye un milagro. El cual ocurrió cuando una familia de Sevilla se encomendó a la Santísima virgen para la curación de su hijo al cual los médicos no le veían futuro y su esperanza de vida no era superior a un mes. Misteriosamente tras haberse encomendado a la virgen del Carmen el niño fue curado totalmente. En agradecimiento la familia regaló a la virgen un barco el cual es el actual llamador del paso

## Sede
La sede actual de la hermandad es la Iglesia de San Paulino (Barbate) situada en la Plaza de la Inmaculada. Este templo es sede desde que se creó como tal en 1954, estando antes en la Parroquia de Ntra. Señora del Carmen y San Paulino (Calle Colón) en 1938.

## Cultos
La hermandad sostiene el culto en la Iglesia de San Paulino (Barbate), con misa a diario (exp martes). Celebra los siguientes cultos anuales:
- Rosario de la Aurora con el Simpecado de la Patrona el 8 de mayo por las calles de la feligresía.
- Función de Patronazgo el 8 de mayo, en la Parroquia
- Pregón a la Patrona el sábado anterior a la Novena
- Besamano el fin de semana anterior a la Novena
- Novena del 6 al 14 de julio en la Parroquia de San Paulino. Hermandades y asociaciones dan ofrendas a la Patrona.
- Procesión de Alabanzas, el 16 de julio por la mañana
- Solemne Función Principal, en la mañana del 16 de julio en la Lonja Pesquera tras la Procesión de Abalanzas con más de 1500 personas.[1]
- Santo Rosario en la Lonja el 16 de julio a las 20.00h
- Procesión Marítima el 16 de julio a las 21.00h.
- Procesión de Vuelta, 16 de julio, esta depende de la hora del desembarque.
- Triduo por las ánimas benditas del Purgatorio, del 31 de octubre al 2 de noviembre.

## Representación

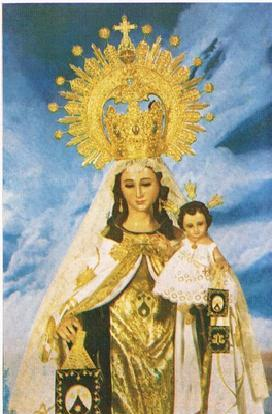
Años 80

La titular representa a la Virgen en el Monte Carmelo

## Música
Durante varios años la han acompañado bandas como Agripino Lozano de San Fernando (Antigua Banda de la Cruz Roja), Acordes de Jerez, Filarmónica de Conil, P.A.H...
Actualmente procesiona con la Banda de Música “María Santísima de La Salud” de Barbate y la Banda Municipal de Barbate.
La hermandad posee tres marchas; 
- Mañana del Carmen (Javier San José Castilla, 2022)
- Patrona (José Sanjuán, 2011)
- Carmen del Mar (José Sanjuán, 2009)

## Títulos de la Patrona
Posee varios títulos y homenajes:
- Patrona de Barbate, proclamado por Benedicto XVI desde el 14 de septiembre de 2010
- Patrona del mar
- Patrona de la Armada Española
- Patrona del purgatorio
- Alcaldesa Perpetua de Barbate desde el 9 de abril de 2011.
- Medalla de Oro de la Ciudad desde el 16 de julio de 1988
- Playa del Carmen en honor a ella.
- Plaza de Ntra. Señora del Carmen y Avda. Virgen del Carmen en honor a ella.
- Folio de Capitana n.º 100 desde el 14 de julio de 1997. Es la única imagen de España que al embarcar en un Pesquero es ella la Capitana del barco.
- Medalla de Oro de la Provincia de Cádiz, donada por el Consorcio Almadrabero en 2017.